# Thomaskerk (Eindhoven)
De Thomaskerk is een rooms-katholieke parochiekerk in het Eindhovense stadsdeel Woensel. Ze is gelegen aan de Thomaslaan 43 in de wijk Oude Gracht.

## Geschiedenis
De eerste steen voor deze kerk werd gelegd op 30 oktober 1966. Het ontwerp was afkomstig van het architectenbureau Taen, Nix en van Hasselt uit Utrecht.
Het betreft een lage, doosvormige structuur van witte baksteen, en een zeer bescheiden torentje uit hetzelfde materiaal, met een opengewerkte kubusvormige structuur op de top, gekroond door een bescheiden kruis. Het orgel werd in 1980 vervaardigd door de firma Pels & Van Leeuwen.
Tegenwoordig is de Thomaskerk een van de kerken van de Woenselse fusieparochie Sint-Petrus’ Stoel.